# Sam Reinhart
Sam Reinhart (West Vancouver, Columbia Británica, 6 de noviembre de 1995) es un jugador profesional canadiense de hockey sobre hielo que se desempeña en la posición de centro en Florida Panthers, equipo de la National Hockey League (NHL).

## Carrera
Fue seleccionado en la primera ronda en la NHL Entry Draft de 2014. Hizo su debut profesional con el equipo Buffalo Sabres, en el cual jugó siete temporadas (2014-2021), después pasó a Florida Panthers, donde lleva jugando tres temporadas.